# David Strickland
David Gordon Strickland Jr. (Long Island, Nova Iorque, 14 de outubro de 1969 — Las Vegas, Nevada, 22 de março de 1999) foi um actor dos Estados Unidos da América.
Começou sua carreira no secundário, onde escrevia e interpretava pequenos números de comédia.
Atuou em "Roseanne"(1988), "Dave's World"(1993), "Sister, Sister"(1994), "Mad About You"(1992), "Suddenly Susan"(1996) seriado humorístico veiculado pela Warner Channel, seu mais famoso trabalho em televisão como o divertido "Todd", e no filme "Forces of Nature"(1999) com Ben Affleck e Sandra Bullock no elenco.
David foi encontrado morto num quarto de motel em Las Vegas no dia 22 de março de 1999, aos 29 anos de idade.
A perícia confirmou suicídio por enforcamento. O corpo foi enterrado em Forest Lawn, Glendale, Califórnia.